# Волоф
Волоф е нигер-конгоански език, говорен от около 3 200 000 души в Сенегал, Гамбия, Мавритания и други.